# Acanthallagma caeruleum
Acanthallagma caeruleum är en trollsländeart som beskrevs av Williamson och Willn 1924. Acanthallagma caeruleum ingår i släktet Acanthallagma och familjen dammflicksländor. Inga underarter finns listade i Catalogue of Life.